# Lyman Hine
Lyman Hine (n. 22 iunie 1888, New York City, New York, SUA – d. 5 martie 1930, Paris, Franța) a fost un bober ce a reprezentat Statele Unite ale Americii, medaliat olimpic. A participat la o ediție a Jocurilor Olimpice (1928) în care a câștigat o medalie de argint.

## Participări
Lista de mai jos prezintă principalele competiții la care a participat Lyman Hine de-a lungul carierei.
- Olympische Winterspiele 1928/Bob[*]